# Daboia russelii
La vipera di Russell (Daboia russelii Shaw e Nodder, 1797) è un serpente della famiglia Viperidae. È uno dei Big Four.

## Descrizione
Si tratta di un grosso viperide che può sfiorare i 170 cm di lunghezza. Solitamente la sua lunghezza è intorno ai 120 cm. La testa, distinta dal collo, è di forma triangolare. Ha una colorazione di fondo della livrea solitamente brunastra o tendente ad un colore aranciastro con tre serie di macchie circolari di colore marrone scuro bordate di nero per la lunghezza del suo corpo.

## Distribuzione e habitat
La vipera di Russell è diffusa in gran parte del sud-est asiatico. È stata trovata in Pakistan, India, Sri Lanka, Bangladesh, Nepal, Myanmar, Thailandia, Cambogia, Cina (Guangxi, Guangdong), Taiwan e Indonesia (Endeh, Flores, est Giava, Komodo, isole Lomblen). Non è limitata a un particolare habitat, ma evita folti boschi, perciò viene scovata maggiormente in zone aperte. È possibile però trovarla anche presso piccoli boschi e piantagioni. Essa è più comune nelle pianure costiere e in collina. In genere non vive ad alta quota, ma è stata segnalata anche a 2300–3000 m. Evita ambienti umidi, come paludi e foreste pluviali.

## Biologia
Di indole mite, è un animale terrestre, attivo soprattutto di notte. Durante le giornate più fredde può però modificare le sue abitudini, diventando più attivo di giorno. La sua dieta è essenzialmente costituita da insetti, piccoli rettili come le lucertole e topi negli esemplari giovani e da mammiferi, topi ed altri piccoli serpenti negli esemplari adulti. I giovani possono essere cannibali.

## Riproduzione
È una specie ovovivipara. Gli accoppiamenti avvengono solitamente nei primi mesi dell'anno. Il periodo di gestazione è superiore a sei mesi. I piccoli nascono da maggio, con maggiore frequenza nei mesi di luglio e agosto. Le nidiate di 20-40 piccoli sono comuni, il massimo registrato è di 65 in un'unica nidiata. La lunghezza per un esemplare femmina gravida è di circa 100 cm. Pare che la maturità sessuale sia raggiunta nel giro di 2-3 anni.

## Comportamento
Questa specie è molto pericolosa per l'uomo, detiene infatti il triste record di massimo avvelenatore in India, dove ogni anno circa 10.000 persone muoiono in seguito al suo morso. Questa specie non è particolarmente aggressiva; tuttavia, a causa della sua pigrizia, in genere non avverte il malcapitato della sua presenza (al contrario di serpenti più aggressivi e velenosi come cobra o mamba), mordendolo solo quando questo è inconsapevolmente molto vicino al serpente.
L'elevata mortalità è da attribuirsi, oltre alla già citata pigrizia e scarsa tendenza all'allontanamento, alla convivenza dell'uomo e dell'animale negli stessi territori e, soprattutto, al fatto che non vengono osservate le più comuni precauzioni; ad esempio, la maggior parte dei contadini, per via della povertà, non indossa calzature e ciò accresce la vulnerabilità dell'uomo e, di conseguenza, la mortalità.

## Veleno
Il veleno contiene tossine ad azione emotossica e citotossica. Il veleno produce immediatamente un forte dolore nella zona del morso, dopo circa 20 minuti si possono avere emorragie alla bocca, alle gengive, oltre a una riduzione improvvisa della frequenza cardiaca e crollo della pressione sanguigna. Nei casi più gravi si possono in seguito avere emorragie sistemiche, trombosi, blocco renale (che si verifica in circa il 30% dei morsi non trattati) cardiaco o respiratorio. La morte può avvenire dopo 1-14 giorni e anche oltre.
In caso di sopravvivenza al morso, il veleno può avere gravi conseguenze permanenti come ipopituitarismo (che a sua volta può indurre altre endocrinopatie come ipogonadismo, ipotiroidismo, malattia di Addison etc.) e conseguente sterilità. L'ipopituitarismo si verifica nel 29% delle persone morse.
La dose iniettata è di circa 21–268 mg a morso. In generale 40–70 mg di veleno sono sufficienti ad uccidere un uomo adulto di sana costituzione.